# Elio Crovetto
Elio Crovetto (* 6. Dezember 1926 in Mailand; † 8. November 2000 in Genua) war ein italienischer Schauspieler.

## Leben
Crovetto begann nach einem technischen Studium am „Institut Vittorio Emmanuele“ in Genua eine Karriere als Revuedarsteller in Triest und dann als Theaterschauspieler in vor allem komödiantischen Werken und Revuen neben Stars wie Ugo Tognazzi, Walter Chiari, Erminio Macario und den Nava-Schwestern. Dabei war er hauptsächlich in seiner Geburts- und in seiner späteren Sterbestadt tätig. 1957 war er in ersterer neben Josephine Baker aufgetreten. 
Für den Film war er (nach einem ersten Ausflug 1949) vor allem ab Ende der 1950er bis zu Beginn der 1980er Jahre aktiv; auch hier konzentrierte er sich auf komische Charakterdarstellungen. Sein letztes Engagement als Schauspieler war 1990 in der Serie Villa Arzilla einer seiner seltenen, aber vielseitigen Ausflüge ins Fernsehen. Danach inszenierte er für einen Privatsender eine Call-In-Show und war 1991 nochmals auf der Bühne, unter Sandro Massiminis Regie in Dialektkomödien von Gilberto Govi, zu sehen. 1973 gehörte er zum Theaterensemble um Carlo Dapporto, das in erster Linie Dialektkomödien von Gilberto Govi aufführte.

## Filmografie (Auswahl)
- 1949: Ricchi e povere
- 1959: Terror in Oklahoma (Il terrore dell'Oklahoma)
- 1960: Das Geheimnis der roten Maske (Il terrore della maschera rossa)
- 1961: Drakut, der Rächer (Drakut il vendicatore)
- 1964: Sexköniginnen der Nacht (Per una vaglia piena di donne)
- 1964: Unternehmen nackte Schönheit (Europa: operazione strip-tease)
- 1964: La vita agra
- 1965: Flitterwochen auf italienisch (Viaggio di nozze all'italiana)
- 1970: Schwarzer Nerz auf zarter Haut
- 1970: Zwei Trottel in der Fußballliga (I due maghi del pallone)
- 1971: Als die Frauen das Bett erfanden (Quando gli uomini armarono la clava e… con le donne fecero din-don)
- 1972: Wehe, wenn die Lust uns packt (La bella Antonia, prima Monica e poi demonia)
- 1979: Ein total versautes Wochenende (Sabato domenica e venerdì)
- 1980: Double für Maurice (Il cappotto di Astrakan)
- 1980: Elfmeter für den Superbullen (Delitto a Porta Romana)
- 1988: Bandellis Alibi (I giorni del commissario Ambrosio)
- 1990: Villa Arzilla (Fernsehserie)

## Belege
1. ↑  Biografie bei mymovies (italienisch)
2. ↑  Roberto Chiti, Artikel Elio Crovetto, in: Roberto Chiti, Enrico Lancia, Andrea Orbicciani, Roberto Poppi: Dizionario del cinema italiano. Gli attori. Rom, Gremese 1998. S. 145

| Personendaten    | Personendaten              |
| ---------------- | -------------------------- |
| NAME             | Crovetto, Elio             |
| KURZBESCHREIBUNG | italienischer Schauspieler |
| GEBURTSDATUM     | 6. Dezember 1926           |
| GEBURTSORT       | Mailand, Italien           |
| STERBEDATUM      | 8. November 2000           |
| STERBEORT        | Genua, Italien             |